# Kanton Auchel
Auchel is een kanton van het Franse departement Pas-de-Calais. Het kanton maakt deel uit van het arrondissement Béthune.

## Gemeenten
Tot en met 2014 omvatte het kanton Auchel volgende gemeenten:
- Ames (Almen)
- Amettes
- Auchel (hoofdplaats)
- Burbure
- Cauchy-à-la-Tour
- Ecquedecques
- Ferfay
- Lespesses
- Lières (Lier)
- Lozinghem

Vanaf 2015 de volgende gemeenten:
- Auchel (hoofdplaats)
- Calonne-Ricouart
- Camblain-Châtelain
- Cauchy-à-la-Tour
- Diéval
- Divion
- Lozinghem
- Marles-les-Mines
- Ourton (Orten)